# Мамаева (деревня)
Мама́ева — деревня в Сосновском районе Челябинской области. Входит в состав Кременкульского сельского поселения.

## География
Деревня расположена на берегу реки Чубар-Айгыр. Расстояние до районного центра села Долгодеревенского 46 км.

## Население
| 2002 | 2010 |
| ---- | ---- |
| 419  | ↗475 |

По данным Всероссийской переписи, в 2010 году численность населения деревни составляла 475 человек (232 мужчины и 243 женщины).

## Улицы
Уличная сеть деревни состоит из 9 улиц и 1 переулка.

## Религия
Мечети
- Мечеть